# Sveti Filip i Jakov
Sveti Filip i Jakov (ital. Santi Filippo e Giacomo) ist eine Gemeinde in Kroatien in der Gespanschaft Zadar.

## Lage und Einwohner
Sveti Filip i Jakov liegt 3 km nordwestlich von Biograd na Moru und 25 km südlich von Zadar. Die Gemeinde liegt an der Küste gegenüber der Insel Pašman.
Die Gemeinde besteht aus den sechs Orten Donje Raštane, Gornje Raštane, Sikovo, Sveti Filip i Jakov, Sveti Petar na Moru und Turanj und hat 4606 Einwohner, wovon allein 1667 im Hauptort Sveti Filip i Jakov leben (Volkszählung 2011).

## Geschichte
Die Ortschaft trug in der Zeit, als es noch zu Jugoslawien gehörte, den Namen Filipjakov, um damit den religiösen Ursprung zu entfernen. Im 12. Jahrhundert wurde die kleine Kirche St. Philipp und Jakob (Sveti Filip i Jakov) zerstört. Von dieser Kirche erhielt der Ort seinen Namen. Heute lebt die Gemeinde vom Tourismus.